# 2—3-я линии Васильевского острова
2—3-я линии — улица на Васильевском острове. Улица проходит от Большой до Малой Невы. 2-я линия — нечётная сторона, расположена ближе к Стрелке, 3-я линия — чётная сторона улицы.

## История
Это одна из старейших улиц в городе. Она появилась на части бывшей Французской слободы в 10—20-х годах XVIII века. Как и остальные линии Васильевского острова, 2-я и 3-я линии должны были стать набережными одного из каналов, которыми собирались прорезать Васильевский остров по замыслу Петра I. Название 2-й и 3-й линий существует с 1718 года.
Первые каменные дома появились примерно в середине XIX века. Нынешний вид улица приобрела в конце XIX — начале XX века.

## Достопримечательности

### 2-я линия
- Румянцевский сад (Соловьёвский сад).
- Дом № 1 — дом книгоиздателя А. Ф. Девриена, 1881 г., арх. Х. Х. Тацки.  7830503000
- Дом № 3 — дом С. И. Садикова, построен в 1839 г. по проекту арх-ра А. Х. Пеля, перестроил в 1893—1894 гг. арх. А. И. Томишко.  7830504000 В доме жили историк Борис Тураев (1900—1910), астроном Борис Нумеров (1927—1936)[1].
- Дом № 9 (улица Репина, д. № 10) — доходный дом В. Ф. Штрауса, построен в 1873—1874 годах. Архитекторы — В. А. Шрётер, И. С. Китнер[2].  7830505000
- Дом № 11 — доходный дом В. А. Богданова, построил в 1858 г. арх. И. И. Цим, флигель по улице Репина перестроил в 1900 г. арх. И. П. Ропет.  7830506000
- Дом № 13 — доходный дом В. Ф. Громова. В нём во время блокады школьница Таня Савичева написала свой дневник, в котором перечисляются даты смертей всех членов её семьи.  7830502000
- Дом № 17 — доходный дом М. Д. Сольского. Построен в 1854 г. по проекту архитектора Г. И. Карпова. В 1860-х годах здесь жил сын хозяина, крупный сановник Д. М. Сольский. В 1930-х годах здание было надстроено двумя этажами[3]. В конце 1992 года квартиру в доме приобрел будущий президент России Владимир Путин. В марте 2010 года из-за прохудившейся крыши квартира тогдашнего премьера была затоплена, что вызвало неадекватную реакцию коммунальных служб[4][5].
- Дом № 23 — бывший дом купца П. Я. Бекеля (дом А. П. Струкова), 1881—1883 г., арх. Ф. К. Пуншель[6]. В настоящее время здание занимает Государственный гидрологический институт.  781410083170005
- Дом № 29 (улица Репина, 30) — доходный дом И. Ф. Смирнова, 1901—1902 гг., арх. В. А. Пруссаков (дворовый корпус и флигель по ул. Репина), 1906 г., арх. Ф. Ф. фон Постельс[7].  7830507000
- Дом № 41-43 — на участке в начале-середине века находился «Бонов дом», построенный в 17120-1730-х для советника Карла фон Бреверна. В 1736-м здание арендовала Академия наук, а в 1741—1756 в нём жил Михаил Ломоносов. В 1748-м во дворе была построена лаборатория по проекту И. Шумахера. Здания были разобраны в блокаду, однако фундаменты сохранились. Также на участке сохранились два корпуса бывших контор 1917 года постройки. В 2020-м году был опубликован проект восстановления лаборатории под управлением РГПУ им. Герцена[8], однако проект не был реализован, в 2024-м участок был выставлен на продажу[9].  7830588000
- Дом № 47 — Детская больница Святой Марии Магдалины.

### 3-я линия
- Дом № 8  — с 1864 по 1898 годы принадлежал владельцу судоходной компании, совладельцу Рижского Пароходного Общества, владельцу завода химических продуктов на Среднем Острове, купцу 1,2 гильдии, попечителю приюта Принца Ольденбургского Далю Николаю Фридриху Карловичу и сыну- Далю Николаю Эйжену Николаевичу.
- Участок дома № 14 пустует, во дворе находится доходный дом, построенный в 1903 году О. Л. Игнатовичем.
- Лютеранская церковь Святого Михаила — угол 3-й линии и Среднего проспекта. Построена в 1871—1876 годы, по проекту военного инженера К. К. Бульмеринга.
- Дом № 20  — собственный дом архитектора Л. Н. Бенуа, 1897—1899 гг.  781710971730005
- Дом № 26 — доходный дом П. Я. Прохорова, архитекторы Г. Д. Гримм и Г. Г. фон Голи, 1900.  7832106000
- Дом № 30—32 — бывшая Елизаветинская богадельня Елисеевых.  7832107000
- Дом № 46 — доходный дом Е. В. Винберг. Построен в 1912—1913 годах Н. И. Ивановым. Включён имеющийся дом.
- Дом № 48 — доходный дом, архитектор А. А. Кольб , 1875; дворовая часть, архитектор Я. Г. Гевирц, 1910[10].
- Дом № 52 — здание Невской фабрики обоев М. И. Лихачевой, 1905—1907, Начато М. Ф. Переулочным, завершено Баранкеевым С. А.[11]
- Дом № 54 — дом общества вспоможения бедным, построенный в 1909 году по проекту И. А. Претро.
- Дом № 56 — в этом доме жил писатель Фёдор Абрамов.
- Дом № 58 — доходный дом на углу 3-й линии и Малого проспекта (д. № 4) перестроен в 1873 году Д. Д. Соколовым.

## Ближайшие станции метро
- Василеостровская
- Спортивная
- Горный институт

## Смежные улицы
2—3-я линии пересекают или граничат со следующими проспектами, улицами и переулками:
- Университетская набережная (Нева)
- Академический переулок
- Большой проспект
- Средний проспект
- Малый проспект
- набережная Макарова (Малая Нева)